# (33330) Barèges
(33330) Barèges – planetoida z grupy przecinających orbitę Marsa okrążająca Słońce w ciągu 3 lat i 82 dni w średniej odległości 2,18 j.a. Została odkryta 16 września 1998 roku w programie ODAS. Nazwa planetoidy pochodzi od górskiej wioski Barèges, położonej u stóp Pic du Midi miejsca ulokowania obserwatorium astronomicznego. Przed jej nadaniem planetoida nosiła oznaczenie tymczasowe (33330) 1998 SW.